# Encephalartos natalensis
Encephalartos natalensis — вид голонасінних рослин класу саговникоподібні (Cycadopsida).
Етимологія: від провінції Наталь, лат. -ensis вказує на походження.

## Опис
Рослини деревовиді; стовбур 6 м заввишки, 25–40 см діаметром. Листки довгочерешкові, завдовжки 150—300 см, світло або яскраво-зелений, дуже блискуча; хребет зелений, прямий, жорсткий, що не спірально закручені; черешок прямий, з 6–12 колючками. Листові фрагменти яйцеподібні; середні — 15–25 см завдовжки, 25–40 мм завширшки. Пилкові шишки 1–5, вузько яйцевиді, жовті, завдовжки 45–50 см, 10–12 см діаметром. Насіннєві шишки 1–5, яйцеподібні, жовті, завдовжки 50–60 см, 25–30 см діаметром. Насіння довгасте, завдовжки 25–30 мм, шириною 16–18 мм, саркотеста червона.

## Поширення, екологія
Країни поширення: ПАР (Східна Капська провінція, Квазулу-Наталь). Записаний від 200 до 1200 м над рівнем моря. Цей вид зустрічається на скелях і крутих, гарячих і сухих схилах на краях лісу. 

## Загрози та охорона
Деякі субпопуляції були порушені збором і кора збирається в лікувальних цілях. Популяції відбутися в наступних природоохоронних територіях: Umgeni Valley Nature Reserve, Umtamvuna Nature Reserve, Oribi Gorge Nature Reserve, Krantzkloof Nature Reserve, Hluhluwe-Imfolozi Park, iGwala-Gwala (природна спадщина ЮНЕСКО), Rendsburg Cycad Colony (природна спадщина ЮНЕСКО), Mgwahumbe (природна спадщина ЮНЕСКО), Hope Valley (природна спадщина ЮНЕСКО). 